# Organización Panamericana de la Salud
La Organización Panamericana de la Salud (OPS) es el organismo especializado de salud del sistema interamericano, encabezado por la Organización de los Estados Americanos (OEA), y también está afiliada a la Organización Mundial de la Salud (OMS), desde 1949, de manera que forma parte igualmente del sistema de las Naciones Unidas. Tiene su sede en el Distrito de Columbia y está dedicada a controlar y coordinar políticas que promuevan la salud y el bienestar en los países americanos. La secretaría de la OPS es la Oficina Sanitaria Panamericana, que funciona a la vez como Oficina Regional de la OMS para las Américas.
Creada el 2 de diciembre de 1902 en la I Convención Sanitaria Internacional celebrada en el Distrito de Columbia, siguiendo la resolución de la II Conferencia Internacional Americana. La OPS es reconocida como organismo especializado de la OEA en 1950. Denominaciones anteriores de la OPS: Oficina Sanitaria Internacional (1902-1923) y Oficina Sanitaria Panamericana 1923; cambió a su actual nombre en 1958, conservando su secretaría la denominación de Oficina Sanitaria Panamericana.

## La institución en síntesis
El personal de la institución incluye a científicos y técnicos expertos que, ya sea en su sede, en sus oficinas representativas en 27 países o en sus ocho centros especializados, trabajan con los países de América Latina y el Caribe. 
Las autoridades sanitarias de los Gobiernos Miembros de la OPS fijan las políticas técnicas y administrativas de la Organización por medio de sus Cuerpos Directivos. Los Gobiernos miembros de la OPS son los 35 países de América; mientras que Puerto Rico es un miembro asociado. Francia, los Países Bajos y el Reino Unido son Estados Participantes, y España y Portugal son Estados Observadores.
La misión esencial de la Organización es cooperar técnicamente con los Gobiernos miembros y estimular la cooperación entre ellos para que, a la vez que se conserva un ambiente saludable y se avanza hacia el desarrollo humano sostenible, la población de las Américas alcance la Salud para Todos y por Todos. La OPS lleva a cabo esa misión en colaboración con los ministerios de salud, otros organismos gubernamentales e internacionales, organizaciones no gubernamentales, universidades, organismos de la seguridad social, grupos comunitarios y muchos otros.
La OPS promueve la estrategia de atención primaria en salud como una manera de extender los servicios de salud a la comunidad y aumentar la eficiencia en el uso de los escasos recursos. Colabora con los países en la lucha contra enfermedades que han reaparecido, tales como el cólera, el dengue y la tuberculosis, y enfermedades nuevas como la epidemia del sida que se está propagando. Para ello presta cooperación técnica que incluye actividades educativas y de apoyo a la comunicación social, al tiempo que promueve el trabajo con organizaciones no gubernamentales y respalda los programas de prevención de enfermedades transmisibles. También participa en la prevención de enfermedades crónicas como la diabetes y el cáncer, que afectan cada vez más a la población de los países en desarrollo de América.
En sus esfuerzos por mejorar la salud, la OPS orienta sus actividades hacia los grupos más vulnerables, incluidas las madres y los niños, los trabajadores, los pobres, los ancianos, y los refugiados y personas desplazadas. Su interés se concentra en los temas relacionados con la equidad para quienes carecen de recursos para acceder a la atención de su salud, y en un enfoque panamericanista que fomenta el trabajo conjunto de los países sobre asuntos comunes.
La OPS y sus Gobiernos Miembros muestran su compromiso de mejorar la seguridad hematológica en América, al poner en marcha una iniciativa para asegurar que toda la sangre para transfusiones esté exenta de enfermedades y aumentar el número de donantes voluntarios de sangre.
Reducir la mortalidad infantil es una alta prioridad para América. La OPS está movilizando nuevos recursos políticos, institucionales y financieros para prevenir unas 25 000 defunciones infantiles por año, mediante la aplicación de la estrategia de Atención Integrada a las Enfermedades Prevalentes de la Infancia. Se trata de un enfoque sencillo y práctico por medio del que se enseña a los trabajadores de atención primaria de salud un proceso completo para evaluar el estado de salud de los niños que llegan a un puesto sanitario o al consultorio. Esos trabajadores aprenden a reconocer los signos de enfermedad, a evaluarlos y tratarlos; aprenden a suministrar información a los padres sobre cómo prevenir las enfermedades en el hogar y les enseñan cómo tratar inmediatamente al niño cuando observan signos que indican que su vida está en peligro, y cuándo deben llevarlo a un hospital.
Se le ha dado a la OPS el mandato de participar muy activamente en la lucha por reducir el consumo de tabaco, haciendo hincapié en los aspectos sanitarios y en el elevado costo del tabaquismo para los países. También continúan destacando la importancia de abordar la promoción de la salud como una estrategia dirigida a las poblaciones y no como una abstracción.
Mejorar el abastecimiento de agua potable y el saneamiento, e incrementar el acceso de los pobres a la atención de salud, con un enfoque de equidad, aún figuran entre las prioridades más altas de la OPS. La Organización está intensificando sus esfuerzos para que los países conozcan el verdadero estado de salud de sus poblaciones y dónde residen las desigualdades. Los esfuerzos de los programas se concentran en corregir las desigualdades, tomando en cuenta la descentralización y el cambio en las funciones del Estado, demostrar que la salud tiene una importancia decisiva para el buen desempeño de otros sectores, y que la atención de la salud afecta positivamente a otros aspectos del desarrollo humano. La acción de sensibilización en este campo también se orienta a reducir las inequidades perniciosas por razón de sexo que se reflejan en algunos problemas de salud de las mujeres.
El enfoque panamericano es una parte de la historia de la OPS, y el espíritu del panamericanismo sigue alentando la cooperación técnica entre países en el campo de la salud. La Organización ha ayudado a los países a trabajar juntos en pro de metas comunes y a iniciar empresas multinacionales en salud en América Central, el Caribe, el Cono Sur y la Región Andina. La experiencia ha mostrado beneficios prácticos, tales como la solidaridad que ayudó a América Central después del paso del huracán Mitch, y muchos otros ejemplos. La colaboración en salud se expresó en los más altos niveles políticos cuando los jefes de Estado reunidos en la Cumbre de Santiago aprobaron una iniciativa de salud denominada "Tecnologías de salud uniendo a las Américas".
Los países de América Latina y el Caribe se unieron hace más de 20 años para comprar vacunas mediante un fondo rotatorio. Esa acción produjo beneficios tangibles y ayudó a impulsar los esfuerzos de la OPS para eliminar o controlar las enfermedades prevenibles por vacunación. Este es uno de los éxitos más notables de la Organización, que comenzó con la erradicación de la viruela de América en 1973, seguida cinco años después por la erradicación mundial de la temida enfermedad.
Un importante esfuerzo que comprometió a emprender la erradicación de la poliomielitis en América en 1985 tuvo éxito en septiembre de 1994, cuando una prestigiosa comisión internacional declaró al continente americano oficialmente libre de poliomielitis. En efecto, el último caso de poliomielitis se identificó el 23 de agosto de 1991 en el niño Luis Fermín Tenorio Cortez, en Junín, Perú. Desde entonces, a pesar de la intensa vigilancia, no se detectó ningún caso de poliomielitis en América, y la Organización Mundial de la Salud se ha fijado ahora la meta de erradicar la poliomielitis en el ámbito mundial.
La OPS colabora con los países en la movilización de los recursos necesarios para proporcionar servicios de inmunización y tratamiento para todas las enfermedades prevenibles por vacunación. Está cerca de alcanzar la meta de eliminar el sarampión en este continente y está insistiendo en la introducción de vacunas nuevas que ya se encuentran disponibles, como la de Haemophilus influenzae B, para reducir la meningitis y las infecciones respiratorias. La OPS trabaja para reducir la carga de mortalidad y morbilidad por enfermedades diarreicas, incluido el cólera, por medio del manejo de casos y la terapia de rehidratación oral para evitar las defunciones por deshidratación, y para que se proporcione diagnóstico y tratamiento adecuados de las infecciones respiratorias agudas, salvando de esa forma las vidas de cientos de miles de niños cada año.
La OPS difunde información científica y técnica mediante su programa de publicaciones, su sitio en Internet, y una red de bibliotecas académicas, centros de documentación y bibliotecas locales de atención de salud.
La Organización proporciona colaboración técnica en una variedad de campos especializados de la salud pública, y organiza los preparativos para situaciones de emergencia y la coordinación del socorro en casos de desastres. Apoya los esfuerzos para controlar la malaria, la enfermedad de Chagas, la rabia urbana, la lepra y otras enfermedades que afectan a los pueblos americanos. Colabora con gobiernos, con otros organismos y con grupos privados para abordar los principales problemas nutricionales, incluida la malnutrición proteinoenergética, y está trabajando actualmente para eliminar las carencias de yodo y de vitamina A.
La Organización facilita la promoción de la salud para ayudar a los países a tratar los problemas de salud característicos del desarrollo y la urbanización, tales como las enfermedades cardiovasculares, el cáncer, los accidentes, el tabaquismo, y la adicción a las drogas y el alcohol.
La Organización también ejecuta proyectos para otros organismos de las Naciones Unidas, organizaciones internacionales tales como el Banco Mundial.

## Oficinas especializadas
Centro Latinoamericano y del Caribe de Información en Ciencias de la Salud (BIREME), 
Centro Latinoamericano de Perinatología y Desarrollo Humano (CLAP) y Centro Panamericano de Fiebre Aftosa (PANAFTOSA).

## Estados miembros
Actualmente, cuenta con 35 Estados miembros plenos independientes:
Región Caribe:
- Antigua y Barbuda
- Bahamas
- Barbados
- Cuba
- Dominica
- Granada
- Guyana
- Haití
- Jamaica
- República Dominicana
- San Cristóbal y Nieves
- San Vicente y las Granadinas
- Santa Lucía
- Surinam
- Trinidad y Tobago

Región Central:
- Belice
- Costa Rica
- El Salvador
- Guatemala
- Honduras
- Nicaragua
- Panamá

Región Norte:
- Canadá
- México
- Estados Unidos

Región Sur:
- Argentina
- Bolivia
- Brasil
- Chile
- Colombia
- Ecuador
- Paraguay
- Perú
- Uruguay
- Venezuela

Además, cuenta con 3 estados participantes:
- Francia
- Países Bajos
- Reino Unido

Asimismo, cuenta con dos estados observadores: 
- España
- Portugal

Asimismo, cuenta con un estado miembro asociado: 
- Puerto Rico

## Directores de la Oficina Sanitaria Panamericana

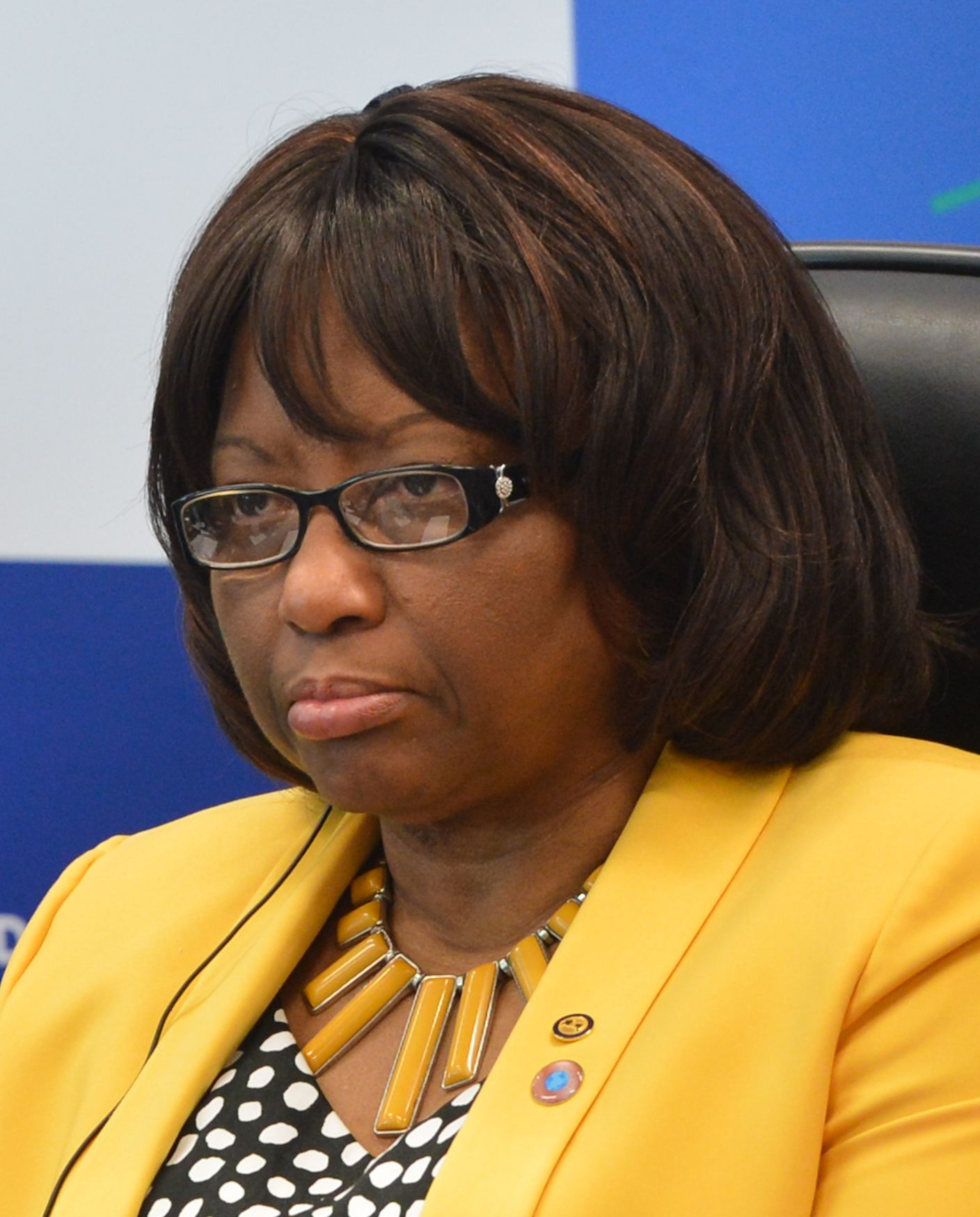
Carissa Etienne en 2015.

- 1909-1911, Walter Wyman (EE. UU.)
- 1912-1920, Rupert Blue (EE. UU.)
- 1920-1947, Hugh Cumming (EE. UU.)
- 1947-1959, Fred Soper (EE. UU.)
- 1959-1975, Abraham Horwitz (Chile)
- 1975-1983, Héctor Acuña (México)
- 1983-1995, Carlyle Guerra de Macedo (Brasil)
- 1995-2003, George Alleyne (Barbados)
- 2003-2008, Mirta Roses Periago (Argentina)
- 2008-2013, Mirta Roses Periago (Argentina)
- 2013-2023, Carissa Etienne (Dominica)
- 2023-en el cargo Jarbas Barbosa da Silva Jr (Brasil)